# Mezenzio
Secondo la tradizione storiografica romana, Mezenzio (o Mesenzio) fu un re etrusco di Caere, famoso perché figura come personaggio nel poema virgiliano Eneide, nel quale partecipa con Turno alla guerra contro i Troiani. Sulla sua sorte le fonti non sono concordi: nell'Eneide viene ucciso da Enea, ma in molte altre versioni gli sopravvive.

## Nelle fonti classiche

### Virgilio

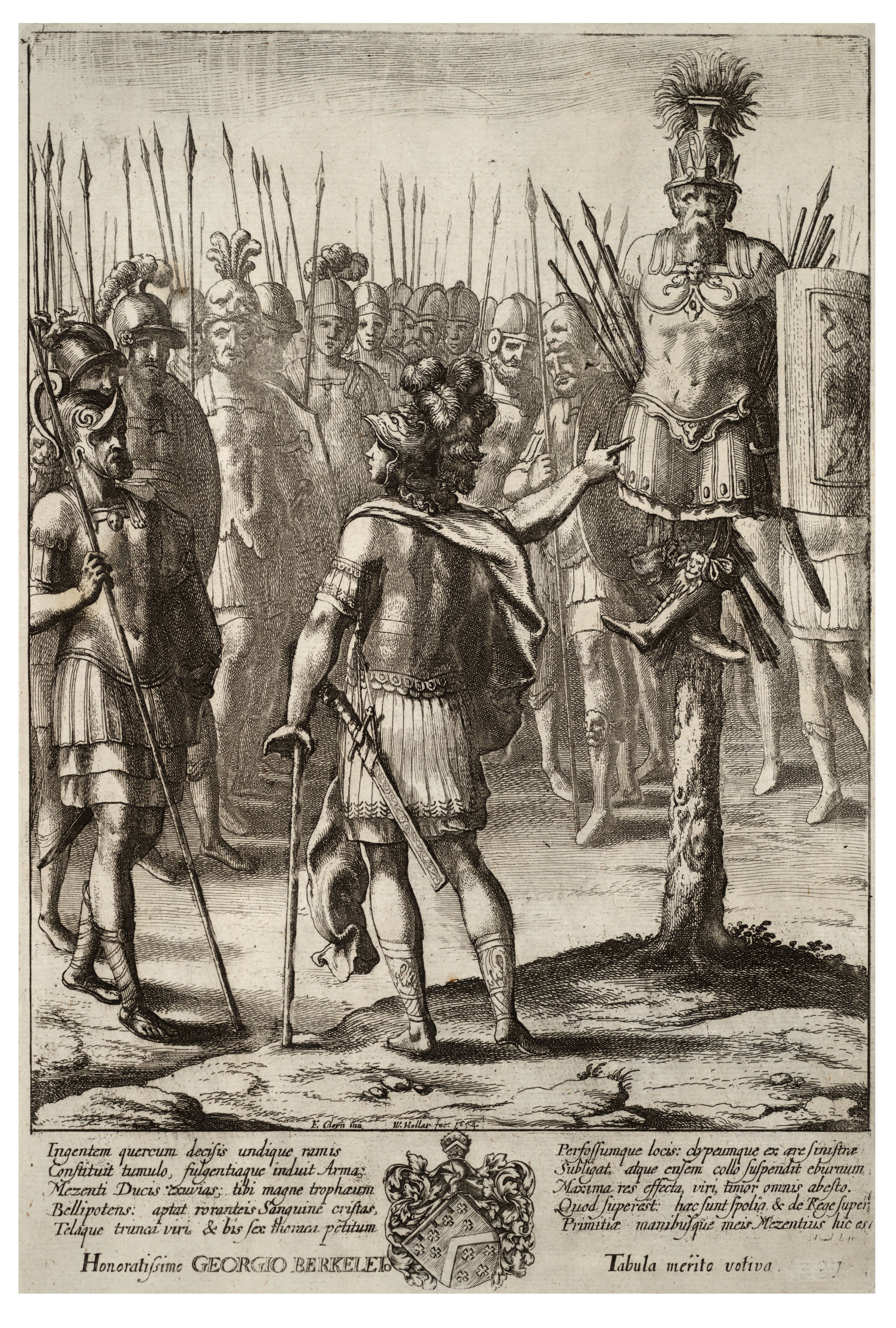
Wenceslas Hollar, Enea erige un trofeo con le spoglie di Mesenzio

La più nota delle fonti classiche nelle quali compare Mezenzio è l'Eneide, dove viene chiamato contemptor divum e contemptor deum, cioè "spregiator di dèi". Mezenzio risulta alleato di Turno, il re dei Rutuli, contro Enea.
Evandro racconta a Enea che Mezenzio per molti anni aveva tenuto sotto il suo dominio dispotico la città di Agylla (Caere), indulgendo in nefandezze come legare insieme prigionieri vivi e morti facendoli aderire bocca a bocca; stanchi del tiranno, i cittadini di Agylla si ribellarono, uccidendo i suoi soldati e incendiandone la residenza. Mezenzio, riuscito a fuggire insieme al figlio Lauso e ai pochi seguaci superstiti, si rifugiò presso Turno, ma tutta l'Etruria si mosse con i propri eserciti per chiederne la consegna, volendo giustiziarlo. Enea si reca allora tra gli Etruschi ostili a Mezenzio e ottiene il loro appoggio: in suo aiuto si muovono diversi re, tra cui il giovane Asture, nuovo signore di Agylla..
Durante la battaglia, Mezenzio viene ferito all'inguine da Enea ma è salvato dall'intervento di suo figlio Lauso che si frappone tra i due; Mezenzio è costretto ad allontanarsi dal campo di battaglia per curarsi la ferita ma Lauso muore nello scontro con Enea. I soldati portano il corpo di Lauso al padre, il quale monta sul proprio cavallo Rebo (Rhaebus) e si lancia nuovamente nella mischia con il proposito di uccidere Enea. Questi nello scontro riesce a disarcionarlo, per poi uccidere destriero e cavaliere . Prima di morire, Mezenzio chiede ad Enea di essere sepolto insieme al figlio. Con le sue spoglie il troiano innalza un trofeo a Marte.
Rispetto alle altre versioni della storia, quella di Virgilio non narra l'episodio dell'offerta del vino; inoltre presenta Mezenzio come l'unico condottiero etrusco che si oppone a Enea, mentre tutti gli altri gli sono alleati.

### Catone
Vi sono altre fonti che citano Mezenzio e riportano varianti e altri particolari della sua storia; il primo autore in ordine cronologico che lo cita è Catone (nel I libro delle Origines), secondo il quale in seguito alla morte di Turno ed Enea, entrambi caduti in combattimento, Mezenzio sarebbe stato ucciso o costretto a sottomettersi da Ascanio in duello.
(Catone il Censore, Origini, I, frammento 12. trad. di Paolo Cugusi e Maria Teresa Sblendorio Cugusi)
Catone raccontava anche una storia che Macrobio pone all'origine della festa romana dei Vinalia, e che spiega anche perché Mezenzio venisse chiamato "spregiator di dèi". In un altro frammento del I libro delle Origini, infatti, si narra che Mezenzio avrebbe preteso per sé da Turno l'offerta delle primizie e che i Latini invece avrebbe fatto voto analogo a Giove per vincere la battaglia:
(Catone il Censore, Origini, I, frammento 15. trad. di Paolo Cugusi e Maria Teresa Sblendorio Cugusi)
Ecco dunque perché viene chiamato "spregiator di dèi": per essersi arrogato onori divini.

### Livio
Anche Tito Livio riporta l'attacco di Mezenzio ai Latini, preoccupato dalla nascita della città di Lavinio:
(Tito Livio, Storia di Roma, I, 2. trad. di Mario Scandola)
Livio segue la tradizione secondo la quale Mezenzio viene sì sconfitto dai Latini ma sopravvive a Enea e non muove più guerra a Lavinio né ad Alba Longa. Infatti:
(Tito Livio, Storia di Roma, I, 3. trad. di Mario Scandola)

### Ovidio
Mezenzio compare nell'origine mitica della festività dei Vinalia. Secondo Ovidio, Turno impegnato in guerra contro Enea aveva chiesto aiuto a Mezenzio, il quale chiese in cambio l'offerta del vino nuovo:
(Publio Ovidio Nasone, Fasti, IV, 885-890. trad.: Luca Canali)
Enea fece un'offerta analoga a Giove, cosicché la sconfitta di Mezenzio appare come la sconfitta dell'empietà.

### Altre versioni
Dopo Catone, in ordine cronologico è Varrone, citato da Plinio il Vecchio che riporta l'episodio del vino preteso da Mezenzio in cambio della protezione.
Nei Fasti Prenestini al giorno dei Vinalia (23 aprile) Verrio Flacco scrive che Mezenzio pattuì con i Rutuli il tributo annuale del vino in cambio del suo aiuto. In un frammento del verborum significatu tramandato da Festo riferito ai Vinalia rustica (19 agosto), specifica che pretese il tributo come offerta sacra.
Anche Dionigi di Alicarnasso segue la versione secondo la quale Mezenzio (che viene chiamato "re dei Tirreni") sopravvive alla scomparsa di Enea, mentre Turno e Latino restano uccisi durante la prima battaglia; come già Verrio, Dionigi parla di un tributo annuale in vino da lui richiesto ai Latini. Dopo la sconfitta delle sue truppe e la morte di suo figlio, Mezenzio chiede una tregua ad Ascanio e, concessagli, lascia il territorio con i suoi uomini rimanenti. Secondo Dionigi, in seguito Mezenzio diviene addirittura amico dei Latini.
Nell'anonima Origo gentis Romanae la versione seguita è all'incirca quella di Dionigi di Alicarnasso, tranne che per il tributo di vino che viene chiesto non avrebbe dovuto essere annuale ma solo "per alcuni anni"; vengono citate come fonti il primo libro dei Pontificalia di Lucio Giulio Cesare e il De adventu Aeneae di Aulo Postumio Albino.
Ancora diversa è la versione accolta da Plutarco: riferendosi all'origine della festività dei Veneralia, si chiede se sia vera la storia secondo la quale Mezenzio (che chiama "generale degli Etruschi") offrì la pace a Enea a condizione che questi gli offrisse il vino prodotto quell'anno, ma ottenuto un rifiuto Mezenzio promise ai suoi uomini che una volta vinta la battaglia questo vino sarebbe andato a loro. Saputo questo, Enea consacrò il vino agli dèi e una volta vinta la battaglia lo offrì davanti al tempio di Venere.

## Interpretazioni
Secondo Marino Barchiesi e Antonio La Penna l'episodio avrebbe un significato politico con riferimento alla lotta tra l'assolutismo monarchico (con sfumature teocratiche) di provenienza esterna (l'etrusco Mezenzio) e la ricerca della libertà da parte delle popolazioni indigene (i Latini).
Secondo Andreas Alföldi, nel mondo antico (per esempio Persia, Cartagine, Sparta) era diffuso l'uso di richiedere le primizie come tributi.
Mezenzio potrebbe essere stato un personaggio storico reale, come si evince da un'iscrizione etrusca su un vaso di impasto trovato a Caere, risalente al secondo quarto del VII secolo a.C., iscrizione che recita mi Laucies Mezenties, cioè "io (sono) di Lauso di Mezenzio".
Secondo Andrea Carandini, Mezenzio potrebbe essere rappresentato dalla volpe nel mito di fondazione di Lavinium, in opposizione a Pico (rappresentato da un uccello che nella versione di Dionigi è l'aquila ma nella versione originale doveva essere un picchio) e Fauno (rappresentato dal lupo); Dionigi di Alicarnasso racconta infatti di un prodigio accaduto durante la fondazione della città: quando un incendio divampò spontaneamente nella foresta vicina, un lupo e un'aquila accorsero cercando di alimentare le fiamme, il lupo portando legna secca in bocca e gettandola nel fuoco, l'aquila sbattendo le ali per attizzare l'incendio; una volpe invece cercò di gettare acqua sul fuoco, intingendo la coda nel fiume e spruzzandola sulle fiamme, ma lupo e aquila ebbero la meglio e la volpe si ritirò senza poter fare altro.
La roccaforte di Mezenzio potrebbe essere stata l'Aphrodisium di Ardea.

## Nella cultura moderna
Il tema del combattimento fra Mezenzio ed Enea è stato il soggetto di alcune opere d'arte moderne: due disegni di Anne-Louis Girodet de Roussy-Trioson (fine XVIII secolo), uno di Louis-Jean Desprez e le sculture opere di Louis-Léon Cugnot, Alexandre Falguière e Denys Puech (Mézence blessé, con il quale nel 1884 vinse il primo premio al Prix de Rome).
Il poeta e librettista Lorenzo Da Ponte scrisse una tragedia intitolata Il Mezenzio, rappresentata per la prima volta nel 1791.

## Vittime di Mezenzio nell'Eneide
1. Arcentide: ovvero un figlio, non nominato, del siculo Arcente. Mezenzio gli spacca la tempia con un sasso scagliato da una fionda.
2. Ebro: guerriero troiano.
3. Latago: guerriero troiano ucciso con un masso che gli frantuma la testa.
4. Palmo: guerriero troiano ucciso dal tiranno. Mezenzio gli tronca una gamba, lasciandolo a terra agonizzante.
5. Evante: guerriero troiano ucciso dal tiranno come Palmo.
6. Mimante: guerriero troiano ucciso dal tiranno come i due precedenti, ma con conseguenze ancora più tragiche: il suo corpo finisce risucchiato nelle acque del Tirreno, precludendo all'anima l'ingresso nell'Ade, come avveniva a tutti coloro che restavano insepolti. Virgilio lo dice amico intimo di Paride e suo coetaneo, essendo entrambi nati la stessa notte.
7. Acrone: guerriero di Corito.
8. Orode: la vittima etrusca più famosa di Mezenzio. Con la chiaroveggenza propria dei morenti, egli predice al tiranno la sua imminente fine.
9. Antore: guerriero arcade, ucciso dal tiranno con una lancia conficcata nell'inguine, trapassato di netto il fianco.